# خاندو
خاندو (به لاتین: Khando) یک منطقهٔ مسکونی در روسیه است که در داغستان واقع شده‌است.